# 酒徒 (作家)
酒徒（1974年—），原名蒙虎，男，內蒙古赤峰人，中国网络作家。2007、2008年度中國網路原創作家風雲榜獲獎作家。
.

## 生平
酒徒毕业于東南大學動力工程系。曾從事電力設備維護多年，足跡遍及長城內外，將當時生活的所見、所聞、所悟，都記錄下來，轉化成文字，慢慢積聚成冊。現暫居墨爾本。

## 作品风格
擅長運用真實史事，結合俠義、武俠、愛情諸多元素，建構出當時歷史環境的整體風貌，寫實刻畫場景，細膩透寫人物。

## 著作
代表作有《秦》、《明》、《指南錄》、隋唐三部曲（《隋亂》、《開國功賊》、《盛唐煙雲》）、《亂世宏圖》、《大漢光武》、《大明長歌》。

## 奖项和荣誉
其作品《家园》入选中国作家协会网络文学委员会、上海市新闻出版局、上海市作家协会、阅文集团联合主办的“中国网络文学20年20部作品”，位列第10名。
其作品《男儿行》获浙江省作家协会与宁波市文联、中共慈溪市委宣传部联合主办的第二届网络文学双年奖。